# Alain Lorieux
Alain Lorieux (La Tronche, 26 de marzo de 1956) es un exjugador francés de rugby que se desempeñaba como segunda línea.

## Selección nacional
Profesor de natación y de profesión bombero, Lorieux fue internacional con Les Bleus y jugó irregularmente con ellos hasta su retiro en noviembre de 1989. En total jugó 30 partidos y marcó tres tries (12 puntos de aquel entonces).

### Participaciones en Copas del Mundo
Disputó una Copa del Mundo: Nueva Zelanda 1987 donde Francia llegó con jugadores como Philippe Sella y Serge Blanco. Les Bleus pronto se encaminaron a la final ganando su grupo con dos victorias y un empate ante el XV del Cardo, le siguieron Fiyi en cuartos de final, los Wallabies en semifinales y finalmente los All Blacks quienes fueron los dominadores de todo el torneo y vencieron a Francia 29-9.
| Mundial                       | Sede          | Resultado  | PJ | Tries |
| ----------------------------- | ------------- | ---------- | -- | ----- |
| Copa Mundial de Rugby de 1987 | Nueva Zelanda | Subcampeón | 5  | 2     |

## Palmarés
- Campeón del Torneo de las Cinco Naciones de 1987 con Grand Slam y 1989.
- Campeón de la Copa de Francia de Rugby de 1987.